# Itaberaba
Itaberaba es un municipio del estado de Bahía, en el Brasil. Se localiza en la región de la Chapada Diamantina. Su estimativa poblacional, según el Instituto Brasileño de Geografía y Estadística, es de 70 000 habitantes. Está en los márgenes de la BR-242, una importante carretera federal que une Bahía al Distrito Federal. Posee diversas industrias y un fuerte comercio, el que la torna uno de los mayores centros regionales del estado.

## Historia
La región que hoy el municipio de Itaberaba ocupa era habitada por los indios Maracás, del grupo de los Tapuias. Eran indios robustos y guerreros, pero no eran antropófagos.
En 1768, fue fundada la Hacienda São Simão por el capitán Manuel Rodrigues Cajado. Hoy, Itaberaba es considerada mundialmente como la tierra del abacaxi.